# Interferencias (álbum)
Interferencias es un álbum recopilatorio del grupo español Fangoria, que incluye versiones en colaboración de otros intérpretes grabadas desde 1991 hasta 1998, y de 1999 hasta 2003 en su reedición. Fue publicado el 26 de junio de 1998 bajo el sello de Subterfuge Records.Fangoria gestionó su propio club de fans, el Club Fan Fatal, desde 1990 hasta 2003. Cada año grababan una canción que regalaban a sus miembros en Navidad, primero en flexi disco y luego en CD. Siempre incluían una estrella invitada, un artista o grupo que respetaban, y no grababan nuevas canciones suyas ni de los invitados, sino versiones de temas que les gustaban. En 1998 decidieron reunir las versiones grabadas hasta ese momento, que eran seis, y añadieron dos canciones más para completar el álbum.
Aunque su promoción fue limitada, logró llegar al público en general. El tema «Mi gran noche» se hizo bastante popular. El 10 de abril de 2005, se reeditó el álbum con cinco colaboraciones adicionales: «De viaje» con Astrud, «Dulce armonía» con Los Sencillos, «Más dura será la caída» con La Buena Vida, «Amor apache» con Víctor Coyote y «En este mundo» con Baby Horror. Entre ambas ediciones, se vendieron 10,000 copias.

## Antecedentes y grabación
En 1991, Fangoria concibió la idea de editar un primer flexi disco como obsequio navideño para los miembros del Club Fan Fatal. Se seleccionó una canción de Adam Ant, «Vive le rock», cuya letra fue adaptada con el fin de rendir homenaje a diversas figuras emblemáticas del mundo de la música, tales como Raffaella Carrá o los Ramones. Para llevar a cabo la grabación, se contó con la colaboración del único grupo en España que compartía la particular mitomanía de Fangoria, Terry IV. La portada original del sencillo fue diseñada por Dios S.A. En 1992, aprovechando que su Family grababa en los estudios Vulcano y compartiendo su devoción por la Décima Víctima, grabaron «El signo de la cruz» que serviría de segundo flexi disco. La portada, diseñada por Javier Aramburu, marcó el inicio de su colaboración en el diseño gráfico del Club Fan Fatal y otros proyectos. En 1993, publicaron una versión de su canción favorita de Radio Futura, «Interferencias» junto a Heroica; que más tarde daría título al álbum. Esta colaboración originó una relación laboral continua, con Lucho y Clara trabajando posteriormente con Fangoria. Todo comenzó, sin embargo, en marzo de 1981, cuando presenciaron su actuación en el Marquee de Madrid durante el primer Simposium Tecno, donde los círculos reflectores rojos que llevaban en la frente dejaron una impresión duradera. En 1994, querían que el siguiente flexi fuera con un grupo diferente al techno, pero con una sólida cultura musical moderna, y Le Mans fueron la elección perfecta. Conocían a Teresa y a Ibon lo habían conocido en Londres durante la grabación del Un día cualquiera en Vulcano S.E.P. 3.0. Tras no ponerse de acuerdo en la canción, Spicnic les sugirió «Me quedaré soltera», una versión de Cecilia, que aceptaron encantados por la identificación con la letra, mucho antes de que se editara el recopilatorio que la volvió a poner de moda.
En 1995, decidieron grabar juntos con Iluminados, quienes eligieron «Sono come tu me vuoi», una canción de Mina. La versión se realizó en italiano, un idioma con el que ya tenían experiencia gracias a su interpretación de «Rumore» de Raffaella Carrá. Todo comenzó a principios de los 90, cuando recibieron en Vulcano un paquete con un disco y fotos de Iluminados, lo que les llevó a convertirse en fans y querer colaborar con ellos. En 1996, Fangoria eligió «Bailar hasta morir» una canción de Tino Casal, uno de sus ídolos, y a Madelman les pareció una excelente elección. Alaska y Nacho lo vieron actuar por primera vez en un concierto junto al Aviador Dro, y les pareció tan excepcional que pensaron que debía ser de otro planeta. Más tarde coincidieron en el Sónar de 1995 y, al conocerlo personalmente, cayeron rendidos a sus pies, pues como persona estaba a la altura de su música. En 1997, decidieron publicar «Mi noche» junto a Dr. Explosión. Siempre habían querido colaborar con Camilo Sesto y Raphael. Mientras que con Camilo ya lograron colaborar, con Raphael no fue posible por el momento. Decidieron entonces grabar una versión de una canción suya, que comenzaron a preparar durante la grabación del 30. Al escuchar la versión de «Drácula Yé-Yé» de Pajares que hacía Dr. Explosion, comprendieron que compartía su afición por la cultura basura española de los 60 y 70, por lo que se convirtieron en los candidatos ideales para esta colaboración. En 1998, se conjugan de manera perfecta la necesidad creativa con el deseo artístico para dar forma a «Sueño Nº7» de Los Vegetales, junto a Intronautas. Siendo Alaska y Dinarama, ya habían versionado esta canción en múltiples ocasiones, y, incluso bajo el nombre de Fangoria, continuaron interpretando «La pastilla roja» en sus actuaciones en vivo.
La cita elegida para este disco es: «Para que el arte sea siempre un placer y nunca un tormento, ponga el dinero donde está el talento», de Sonsoles Brilhantes.

## Lista de canciones
- Edición de 1998

| N.º | Título                 | Escritor(es)                               | Colaborador(es)  | Duración |  |
| 1.  | «Sueño Nº7»            | Bazoka Nut Ignacio Canut Juan Carlos Aured | Intronautas      | 4:07     |  |
| 2.  | «Mi noche»             | Salvatore Adamo                            | Doctor Explosión | 4:00     |  |
| 3.  | «Bailar hasta morir»   | Tino Casal                                 | Madelman         | 8:07     |  |
| 4.  | «Sono come tu mi vuoi» | Antonio Amurri Bruno Canfora               | Iluminados       | 4:48     |  |
| 5.  | «Me quedaré soltera»   | Cecilia                                    | Le Mans          | 4:19     |  |
| 6.  | «Interferencias»       | Radio Futura                               | Heroica          | 4:50     |  |
| 7.  | «El signo de la cruz»  | Décima Víctima                             | Family           | 3:47     |  |
| 8.  | «Viva el rock»         | Adam Ant Marco Pirroni                     | Terry IV         | 3:30     |  |

- Reedición de 2005

| N.º | Título                   | Escritor(es)                                           | Colaborador(es) | Duración |  |
| 1.  | «En este mundo»          | Remo Germani Tony Luz                                  | Baby Horror     | 3:35     |  |
| 2.  | «Amor apache»            | Gloria Trevi                                           | Víctor Coyote   | 3:53     |  |
| 3.  | «Más dura será la caída» | Jaime Urrutia Eduardo Clavo Fernando Presas            | La Buena Vida   | 4:07     |  |
| 4.  | «Dulce armonía»          | John Marshz Helena Marsh                               | Los Sencillos   | 3:23     |  |
| 5.  | «De viaje»               | Florent Muñoz Juan Rodríguez May Oliver Paco Rodríguez | Astrud          | 3:52     |  |